# Jan Gossaert
Jan Gossaert, detto Mabuse (Maubeuge, 1478 – Anversa, 1º ottobre 1532), è stato un pittore fiammingo.

## Biografia
Venne educato in gioventù presso l'Abbazia di Maubeuge. 
Dopo aver lavorato e insegnato alla gilda di Anversa, Gossaert soggiornò a Roma tra il 1508 ed il 1509, dove eseguì alcuni disegni commissionatigli da Filippo di Borgogna, futuro vescovo di Utrecht, prima di trasferirsi per un lungo periodo, quasi un decennio, a Middelburg dove la sua attività pittorica proseguì tra il 1515 ed il 1520 e l'artista realizzò per l'abbazia un trittico, distrutto nel 1568.
In questo periodo lavorò prevalentemente nel castello di Suytborg presso Walcheren, dove Gossaert ebbe l'occasione di conoscere il collega veneziano Jacopo de' Barbari.
Negli anni immediatamente successivi alternò la sua residenza fra Middelburg, producendo anche un altare della Deposizione e Utrecht, dove insegnò a Jan van Scorel.
Dopo una breve trasferta a Malines per una commissione a Margherita di Fiandra, incontrò il celebre pittore Luca da Leida.
Già nelle opere Epifania della National Gallery di Londra e nel Getsemani dei Musei di Berlino si rintracciarono forti elementi di schiacciamento e di infiacchimento delle vesti oltreché caratteristiche simili a quelle del Trittico Malvagna, rappresentate da un gusto di Anversa, sbizzarrito, che talvolta sembra imitare il bulino degli orafi.

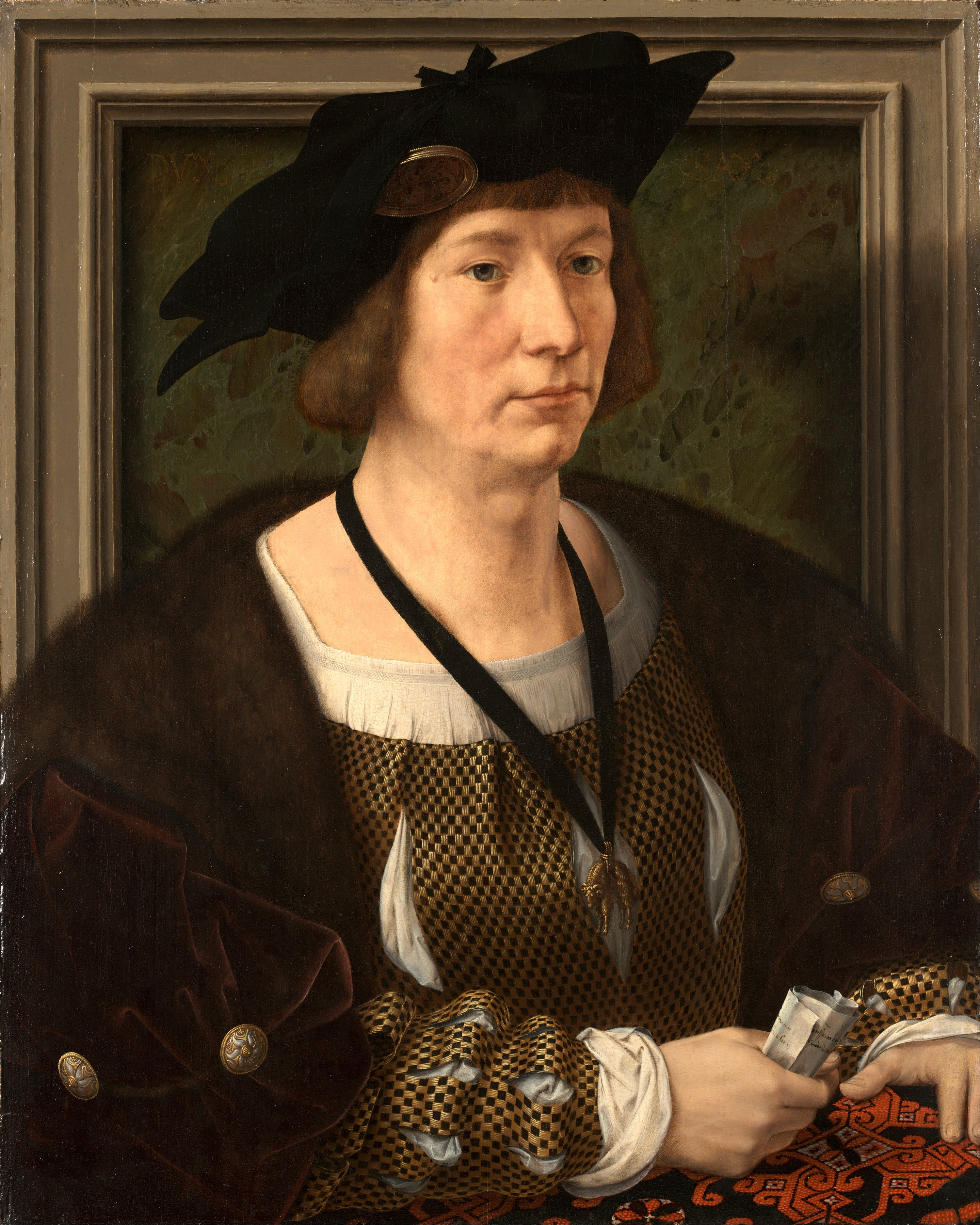
Jan Gossaert, Enrico III di Nassau-Breda, (1483–1538)

Si trattò di una sintesi pittorica complessa e variegata, includente le influenze di Bruges, a partire da Gerard David, dal Metsys, da Durer, per arrivare a Luca da Leida, a quelle di altri artisti lombardi e di Van der Goes.
Nel 1510 terminò un Salvator Mundi tra Maria e Giovanni del Prado, sulla falsariga di Van Eyck, ingentilito alla Memling.
Verso il 1515 Gossaert realizzò la Madonna di san Luca, conservata a Praga, di temi classicheggianti e appariscenti per le prospettive, le pennellature a finti rilievi e le statue in stile ellenistico.
Nel Nettuno e Anfitrite del 1516 maturarono influenze romane e raffaellesche, soprattutto nei nudi, e l'anno seguente nella Venere del Museo di Rovigo e nella Venere dei Medici, Gossaert mostrò elementi di statuaria antica reinterpretati, evidenziati da un linearismo antiprospettico e intricato.
Negli anni venti del Cinquecento produsse temi biblici e mitologici, fondendo realismo e intellettualismo.

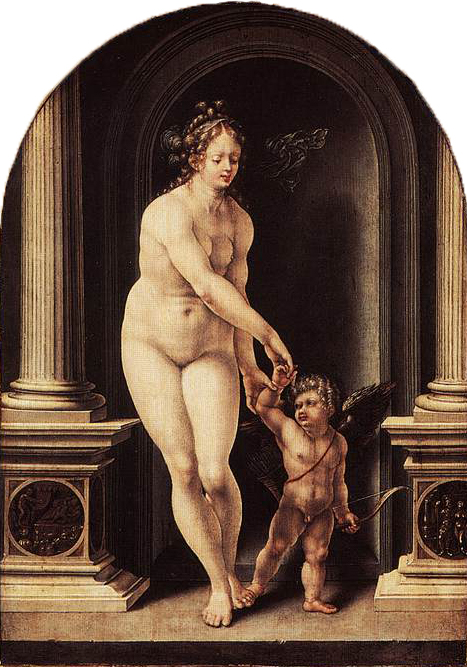
Venere e Cupido, definita una delle perle del manierismo fiammingo, è una composizione che esprime senso sottile del ritmo. Bruxelles, Museo reale delle belle arti del Belgio

Di questo periodo furono la Venere e Cupido e altre, derivate parzialmente da Mantegna, Marcantonio Raimondi, e la celeberrima, seppur accademica, Venere della Pinacoteca di Monaco. 
Dal 1517 Gossaert approfondì i suoi argomenti religiosi, come apparve nella Madonna col Figlio, con innovativi e originali giochi di luce.
Tra il 1520 e il 1527 realizzò la Madonna del grappolo dei Musei di Berlino e la Madonna del Prado, che diverranno esempi da imitare per Scorel e Heemskerk.
Nella ritrattistica Gossaert palesò soluzioni meno accademiche e più inseguenti un approfondimento morale, come nel caso del Jan Carondelet ora a Londra nella collezione Hirsch e nei Vecchi coniugi della National Gallery, dall'animo più tagliente.
Si attivò anche a Bruxelles e a Bruges.

## Opere

Trittico Malvagna

- Ritratto di Jean Carondelet, 1503-1508, olio su tavola di quercia, 40 x 29 cm - Toledo, Museum of Art
- Maria Maddalena, 1506-1508, olio su tavola di quercia, 29 x 22 cm, Londra, National Gallery
- Madonna col Bambino e angeli musicanti, 1510 c., circa, olio su tavola di quercia, 36 x 28 - collezione privata
- Orazione nell'orto, 1510 c., olio su tavola di quercia, 85 x 63 cm - Berlino, Gemäldegalerie
- San Gerolamo nel deserto, 1510 c., olio su tavola, 87 x 25 cm - Washington, National Gallery of Art
- Dittico Doria Pamphilj (anta di sinistra), 1510-1515, olio su tavola di quercia, 40 x 22 cm - Roma, Galleria Doria Pamphilj
- Adorazione dei Magi (1510-1515 circa) - Londra, National Gallery
- San Luca che ritrae la Madonna (1515) - Praga, Galleria nazionale
- Nettuno ed Anfitrite (1516) - Berlino, Gemäldegalerie
- Eracle e Deianira (1517) - Birmingham, Barber Institute
- Dittico Carondelet (1517) - Parigi, Musée du Louvre
- Adamo ed Eva (1525 circa) - Berlino, Gemäldegalerie
- Danae (1527) - Monaco, Alte Pinakothek
- Trittico Malvagna raffigurante la Madonna col bambino tra angeli, Santa Caterina d'Alessandria e Santa Dorotea, sul retro del pannello lo stemma della famiglia Lanza, Palermo, Palazzo Abatellis
- Madonna delle Ciliegie, Lucca, Pinacoteca Nazionale di Palazzo Mansi
- Vanitas, Rovigo, Pinacoteca dell'Accademia dei Concordi

## Citazioni letterarie
Nel suo noto racconto Il capolavoro sconosciuto, Honoré de Balzac cita più volte Mabuse come fonte di ispirazione e ammirazione per trattare lo stile pittorico ideale: "Il solo Mabuse possedeva il segreto di render vive le sue figure; egli ha avuto un solo allievo, e quello sono io!" (p. 18). "O Mabuse, maestro mio, tu sei un ladro, ti sei portata via la vita con te!. Le tue tele valgono più di tutti i dipinti (...) In essi c'è colore, sentimento, disegno, i tre elementi essenziali dell'arte" (I Racconti di Repubblica, a cura di Paolo Mauri, Passigli Editore, Antella (FI), 1995, pag.15)